# International Ship and Port Facility Security
International Ship and Port Facility Security (ISPS) – er et tillæg til Safety of Life at Sea (SOLAS) Convention (1974/1988), som fastlægger minimums sikkerhedsarrangementer for skibe, havne og statslige myndigheder.
Efter tillæggets ikraftræden i 2004, ligger ansvaret for sikkerheden, hos regeringer, rederier, besætninger og personel i havne, ved at have opmærksomheden rettet mod sikkerhedstrusler og foretage præventive skridt mod episoder og trusler, som berører havne-faciliteter og international handel.

Europaparlamentet og rådets forordning nr. 725/2004 af 31. marts 2004 om bedre sikring af skibe og havnefaciliteter udvider regelsættet, som egentlig kun var beregnet for internationale skibe, til også at gælde for skibstrafik i den Europæiske Union og dens medlemsstater

## Note
1. ↑  ISPS Code, Part A, 1.2.1

## Eksterne links
- IMO – maritim sikkerhed (engelsk) Arkiveret 9. august 2020 hos  Wayback Machine
- Europaparlamentet og rådets forordning nr. 725/2004 af 31. marts 2004 om bedre sikring af skibe og havnefaciliteter Arkiveret 30. januar 2022 hos  Wayback Machine